# Kolonne
Kolonne (z niem.: konwój, kolumna) – logistyczna operacja radzieckiej administracji okupacyjnej we wschodnich Niemczech, najpierw Radzieckiej Administracji Wojskowej w Niemczech (Sowjetische Militäradministration in Deutschland – SMAD, Советская военная администрация в Германии – СВАГ, Sowietskaja Wojennaja Administracja w Germanii – SWAG), która następnie przekształciła się w Radziecką Komisję Kontroli w Niemczech (Sowjetische Kontrollkommission – SKK, Советская контрольная комиссия в Германии) – rabunkowego przemieszczania do Związku Radzieckiego wszelkich towarów, urządzeń, sprzętu, surowców, również całych fabryk. W latach czterdziestych za realizację operacji były odpowiedzialne dwa oddziały tejże Radzieckiej Administracji – ds. Reparacji i Zaopatrzenia (Отдел по репарациям и поставкам) oraz Oddział Transportu (Транспортный отдел) w Berlin-Karlshorst przy Gundelfinger Straße 38 (1945–1946), w Wendenschloß (1946–1949), oraz ponownie w Berlin-Karlshorst przy Treskowallee (1949-). Następnie oddziałom nadano rangę zarządów. W 1948 bezpośredni nadzór nad tego rodzaju transportem uformowanym w 13 konwojów (x 30 lokomotyw) wykonywały 52 osoby.
Z państw wchodzących w skład Sił Sojuszniczych, które wzięły udział w rozgromieniu hitlerowskich Niemiec, reparacje wojenne wyegzekwował jedynie Związek Radziecki. Szczególnie brutalnie potraktowano koleje, które powinny były pełnić główną rolę w powojennej rekonstrukcji gospodarki. Wywieziono nie tylko lokomotywy i wagony, zlikwidowano również wiele linii drugorzędnych kolei niemieckich DR (Deutsche Reichsbahn), szereg linii głównych (dotychczas dwutorowych) stało się jednotorowymi, zdemontowano sieci trakcyjne i sygnalizacyjne.

## Przebieg operacji
Transport tej ogromnej masy tonażowej reparacji (lub, jak określają niektórzy historycy i publicyści, łupów wojennych) był pierwszym, jeżeli nie najważniejszym, zadaniem radzieckich władz okupacyjnych. Operacji tej dokonano w czasie panującego wszechobecnie powojennego chaosu. Zastosowano radykalne, lecz efektywne rozwiązanie, do którego zaangażowano DR. Praktycznie jednej nocy z pewnej ilości lokomotyw, wagonów i personelu wydzielono tzw. Kolonne (tłum. z niem. jako konwoje), którym powierzono transport sprzętu ze wschodnich Niemiec przez Polskę do granicy radzieckiej. 
O skali przedsięwzięcia mogą świadczyć dane, że np. w maju 1946 na ogólną liczbę aktywnych 2716 lokomotyw, do obsługi konwojów skierowano aż 800 lokomotyw tj. prawie 1/3. Zaginęły dane statystyczne za lata 1948–1949, lecz istnieją szacunki mówiące, że w okresie pomiędzy 1945–1953 niemiecki personel i sprzęt wykonały ponad 20 000 podróży (powrotnych), z których każda trwała 10–14 dni. 
Ten proceder kontynuowano aż do końca 1953, a więc jeszcze w cztery lata po utworzeniu teoretycznie samodzielnego podmiotu prawa międzynarodowego – Niemieckiej Republiki Demokratycznej; przewozy pasażerskie (pasażerska kolonna nr 42) do 1955.

## Informacje na temat akcji
Informacje na temat konwojów pojawiały się okazjonalnie w zachodnioniemieckiej fachowej prasie kolejowej, lecz były to informacje okazjonalne, wyrywkowe. Oficjalnych danych na ten temat nie opublikowali nigdy wschodni Niemcy lub Sowieci i przełom nastąpił dopiero z chwilą udostępnienia archiwów po runięciu muru berlińskiego w 1989. 
W 1998 w stuttgarckim wydawnictwie Transpress ukazała się na ten temat pierwsza monografia pt Kolonne. Die Deutsche Reichsbahn im Dienste der Sowjetunion (Konwoje. Deutsche Reichsbahn w służbie Związku Radzieckiego). Książka zawiera m.in. listę używanych w konwojach lokomotyw.